# Ivan & Delfin
Ivan & Delfin är en musikgrupp från Polen vars medlemmar är Ivan Komarenko, Wojtek 'Olo' Olszewski och Łukasz Lazer. De representerade sitt hemland i Eurovision Song Contest 2005 i Kiev med bidraget Czarna dziewczyna. De lyckades inte placera sig bland de tio främsta i semifinalen och uteblev därmed från finalen. De slutade på elfte plats i semin, endast fyra poäng efter det lettiska bidraget.